# أنمزي
أنمزي هي جماعة قروية في إقليم ميدلت بجهة درعة تافيلالت. وهي تضم .. نسمة، حسب الإحصاء العام للسكان والسكنى لسنة 2014.
يبعد مركز الجماعة عن ميدلت بـ 100 كلم، وعن إملشيل بـ 60 كلم.

## دواوير الجماعة
- دوار أنمزي (مركز الجماعة)
- دوار تمالوت
- دوار تيميشا
- دوار أيت مرزوك
- دوار أنفكو
- دوار أغدو
- دوار ترغيست
- دوار تيغادوين

## التعليم
قائمة المؤسسات التعليمية في جماعة أنمزي:
- مجموعة مدارس أنمزي (المركزية: أنمزي / الوحدات: أيت مرزوك - تمالوت)
- المدرسة الجماعاتية أنفكو
- إعدادية أنفكو